# Frans Van Dessel
Frans (Sus) Van Dessel (Lier, 9 mei 1911 - Lier, 3 juni 1986) was een Belgisch voetballer. Hij speelde zijn hele carrière bij de Lierse ploeg Lyra als verdediger. Hij speelde 1 wedstrijd voor de Rode Duivels. Na zijn actieve spelerscarrière trainde hij Lyra ook nog 1 seizoen.

## Carrière

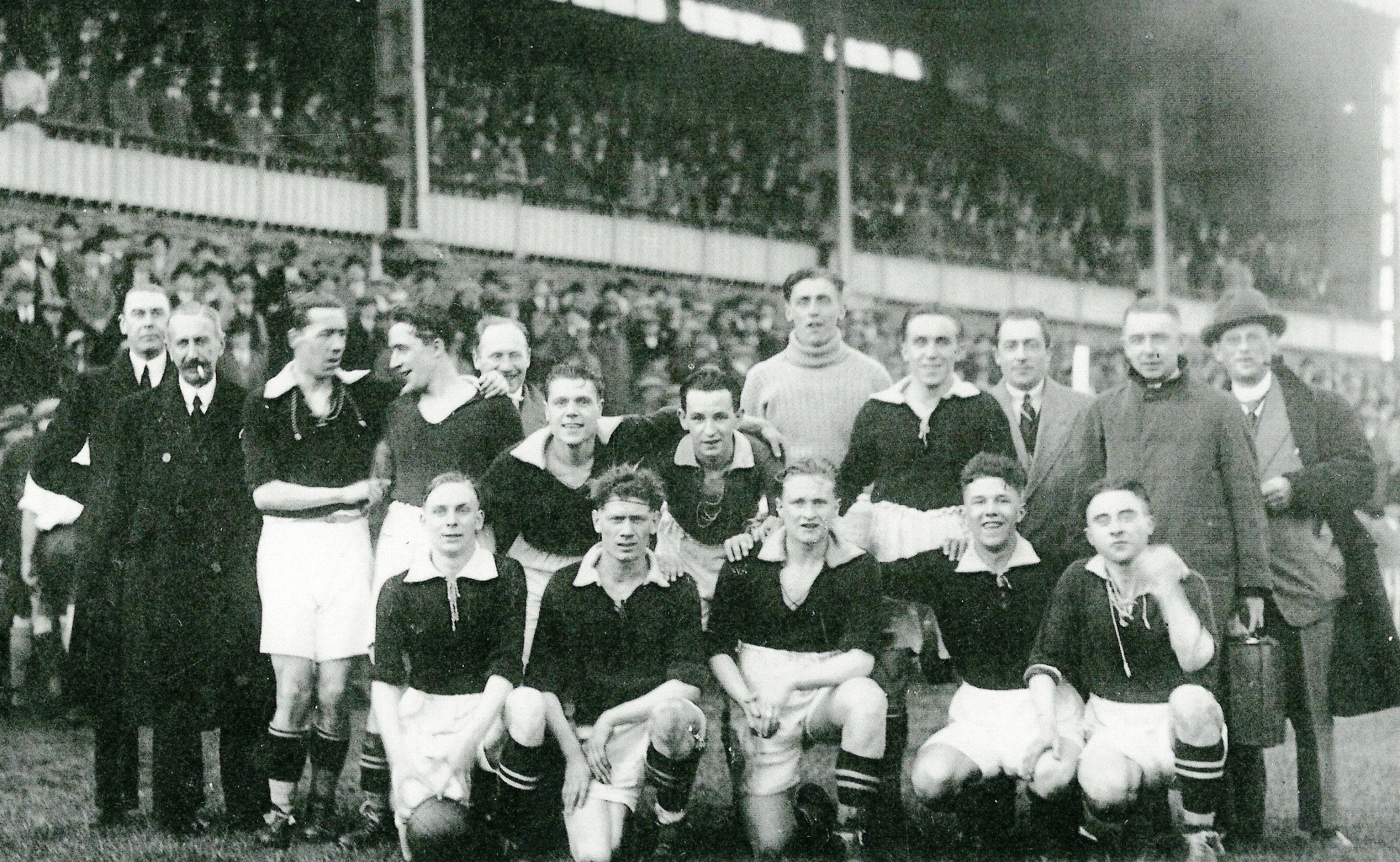
Kampioenenploeg van Lyra die in 1932 kampioen werd en promoveerde naar eerste klasse. Frans Van Dessel staat rechts van de doelman op de foto

Frans Van Dessel debuteerde in de eerste ploeg van Lyra in 1928 die toen in tweede klasse speelde. In 1932 werd hij met Lyra kampioen in tweede klasse en promoveerde de ploeg naar eerste klasse. Als titularis in de verdediging van Lyra speelde Frans zich in de kijker en werd hij geselecteerd voor de Rode Duivels. Hij speelde een wedstrijd tegen Nederland in 1934 tijdens het kwalificatie tornooi voor het wereldkampioenschap in 1934. 
Een jaar later verliest hij met Lyra de finale van de beker van België tegen Daring Club de Bruxelles met 2-3. Nadat Lyra in 1938 degradeert naar tweede klasse speelt Frans nog 9 matchen in het seizoen '38-'39. Nadien was Frans nog lid van Marchienne, maar door de Tweede Wereldoorlog speelt hij geen wedstrijden meer.
Hierdoor speelde Frans uiteindelijk gans zijn carrière voor Lyra.
In 1955 komt hij terug naar Lyra als trainer voor 1 seizoen waarna hij definitief stopt met het voetbal. Hij overlijdt op 3 juni 1986.